# Julia Dream
Julia Dream — пісня групи Pink Floyd, що вийшла на другій стороні синглу 1968 року «It Would Be So Nice». Автор музики і слів пісні — Роджер Уотерс, виконавець вокальної партії — Девід Гілмор.

## Про композицію
Крім синглу, пісня «Julia Dream» була також записана на збірниках «The Best of the Pink Floyd» 1970 року, «Relics» 1971 року, «Masters of Rock» 1974 року, «The Early Singles» 1992 року (виданому в складі бокс-сету «Shine On»).
Кавери на пісню виконували Марк Ланеґан, Acid Mothers Temple, Mostly Autumn та Shadow Gallery.

## Учасники запису
- Девід Гілмор — акустична гітара, електрогітара, вокал;

- Роджер Уотерс — бас-гітара, бек-вокал;

- Річард Райт — меллотрон, орган Хаммонда;

- Нік Мейсон — ударні.